# Irany Novah Moraes
Irany Novah Moraes (Bauru, 9 de agosto de 1926 — São Paulo, 1 de agosto de 2007) foi um médico, cirurgião, empresário, professor, pesquisador e escritor brasileiro.
Venceu o Prêmio Jabuti de Melhor Livro de Ciências Naturais e Medicina em 1993.
Realizou em 1968 o primeiro transplante renal em hospital privado no Brasil, e elaborou o programa de transplante de órgãos nos hospitais da Real e Benemérita Associação Portuguesa de Beneficência (Beneficência Portuguesa).

## Biografia
Seu pai era professor e pastor da igreja presbiteriana e, sua mãe, professora. Veio estudar em São Paulo, onde residiu com os avós. Após o curso secundário, ingressou na Faculdade de Medicina da Universidade de São Paulo (FMUSP), graduando-se em 1952.
Defendeu tese de doutorado na cadeira de anatomia, ainda sob a regência do professor Renato Locchi. Tornou-se cirurgião na clínica do professor Alípio Corrêa Netto, médico legista do estado de São Paulo.
Realizou diversas viagens de estudos ao exterior - à França, como bolsista pelo governo francês; aos Estados Unidos, como bolsista da Capes, e à Alemanha, com apoio da Fundação Humboldt. Especializou-se em cirurgia vascular na Universidade de Estrasburgo, na França, o que o levou ao concurso de livre-docência de cirurgia e à posição de professor associado de clínica cirúrgica na FMUSP.
Fundou, em 1965, com os médicos e professores Joamel Bruno de Mello e Pedro Nahas, a empresa de assistência médica Amesp Saúde, que em poucos anos se tornou uma das cinco maiores do estado, contando inclusive com dois grandes hospitais.
A partir de 1981, atuou como membro do Conselho de Economia, Sociologia e Política da Federação do Comércio do Estado de São Paulo, Sesc e Senac.
Professor da Faculdade de Medicina da Universidade de São Paulo, foi presidente da Academia de Medicina de São Paulo (1983-1985) e presidente da Federação Brasileira de Academias de Medicina (1994-1996), 
Livre docente de Clínica Cirúrgica da Faculdade de Medicina da USP, foi também médico legista do Estado de São Paulo.
Publicou cerca de quatrocentos artigos, em jornais, revistas nacionais e estrangeiras.. Foi colaborador do jornal O Estado de São Paulo, editor da revista Carisma - formação do médico e da revista Cultura e Saúde (www.culturaesaude.med.br).
Participou da formação da especialidade cirurgia vascular no Brasil, antes das especialidades serem subdivididas.

### Atividade acadêmica
- Professor titular de cirurgia vascular da Faculdade de Medicina da Universidade de Santo Amaro (UNISA)
- Professor titular de metodização da pesquisa científica da Escola de Educação Física da USP
- Professor associado de cirurgia vascular da Faculdade de Medicina da USP
- Chefe do laboratório de investigação clínica em cirurgia vascular do Hospital das Clínicas da USP
- Coordenador do curso de pós-graduação em medicina do Hospital Jaraguá, em São Paulo, durante seis anos

### Academia de Medicina de São Paulo
A trajetória do professor Irany Novah de Moraes na Academia de Medicina de São Paulo teve início quando de sua admissão, em 1966, na gestão do professor Durval Rosa Borges. Na gestão do professor Nairo França Trench 1961-1962, foi extinto o cargo de vice-presidente, substituído por presidente-eleito, a exemplo do Colégio Americano de Cirurgiões. Presidente da Academia de Medicina de São Paulo (1983-1984, honorário).
Organizador do curso de formação de médicos generalistas na parceria entre a Academia de Medicina de São Paulo e a Abramge – Associação Brasileira de Medicina de Grupo –, ministrado em seis anos sucessivos.

## Prêmios
- Medalha Cultural Oscar Freire conferida pela Sociedade de Medicina Legal e Criminologia de São Paulo e pela Sociedade Paulista de História da Medicina
- Medalha de Mérito Angiológico René Fontaine no grau de Mestre, conferida pela Sociedade Brasileira de Angiologia e Cirurgia Vascular

## Obras publicados
Irany Novah de Moraes publicou 29 livros, em 35 edições, dentre os quais destacam-se: 
- Propedêutica Vascular (1988)
- Enciclopédia de Cirurgia Vascular (1988)
- Perfil Forense da Medicina (1990)
- O Especialista e o Clínico Geral (1997)
- Sexologia – Sexo, Sexualidade e Sexualismo (1998)
- Erro Médico e a Justiça (2003)
- Longevidade – Viver Mais e Melhor (2004)
- Conforto da Automedicação – Importância e Perigos (2004)
- Metodologia da Pesquisa Científica (2007)
- Formação do Médico e Elaboração da Pesquisa Científica

Erro Médico e a Justiça, publicado em 2003, é a sua obra mais citada e representa a continuidade do trabalho iniciado com Erro Médico, de 1990,  e Erro Médico e a Lei, de 1995. 
Publicou também a "Enciclopédia de Cirurgia Vascular", pela editora Santos, em 1988. Em seus últimos anos de vida, dedicou-se a escrever uma enciclopédia médica, porém, dificuldades técnicas impediram sua publicação. Após sua morte, seu conteúdo foi publicado por sua família de forma online, para ser utilizado e atualizado constantemente.